# 狼山 (内モンゴル自治区)
狼山（ろうざん）とは、中国内モンゴル自治区西部、河套平原北部にある陰山山脈西部に位置している山である。

## 概要
陰山山脈は東北から西南部にかけて約370km、平均標高1500～2200m。最高峰はウラド後旗にある呼和巴什格山(標高2364m）であり、陰山山脈と内モンゴル自治区の最高峰でもある。
南側は険しい地形しており、北側は比較的緩やかな地形をしており、バヤンノール市高原に至る。
本巴台砂漠やアマラク砂漠などの砂漠の中に鉱石資源が豊富にある。